# Ren Bishi

Ren Bishi, 1950

Ren Bishi 任弼时 (* 30. April 1904 in Tangjiaqiao, heute Teil der Stadt Miluo; † 27. Oktober 1950 in Peking) war ein chinesischer Politiker, Marxist und Revolutionär. Er war Mitglied des Politbüros der Kommunistischen Partei Chinas und Mitglied des Sekretariats des Zentralkomitees.
Er war mit der Revolutionärin Chen Congying (1902–2003) verheiratet. Der ehemalige Wohnsitz von Ren Bishi in Miluo steht seit 1988 auf der Liste der Denkmäler der Volksrepublik China (3–16).

## Werke
- Ren Bishi xuanji 任弼時選集 (Ausgewählte Werke von Ren Bishi)